# Angstloch

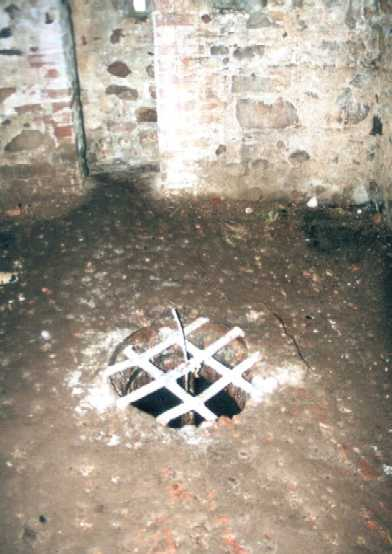
Un angstloch en la Fortaleza de Spantekow.

Un angstloch (aparentemente "agujero del miedo", pero más probablemente del "estrecho" latín Angustus y el "agujero" del lago alemán) era un pequeño agujero en el suelo de los castillos y fortalezas medievales que conducía a un sótano o sala abajo. El término es alemán y no tiene equivalente en español, aunque una puerta, donde hay una, a un agujero de este tipo se llama trampilla (alemán: Falltür).

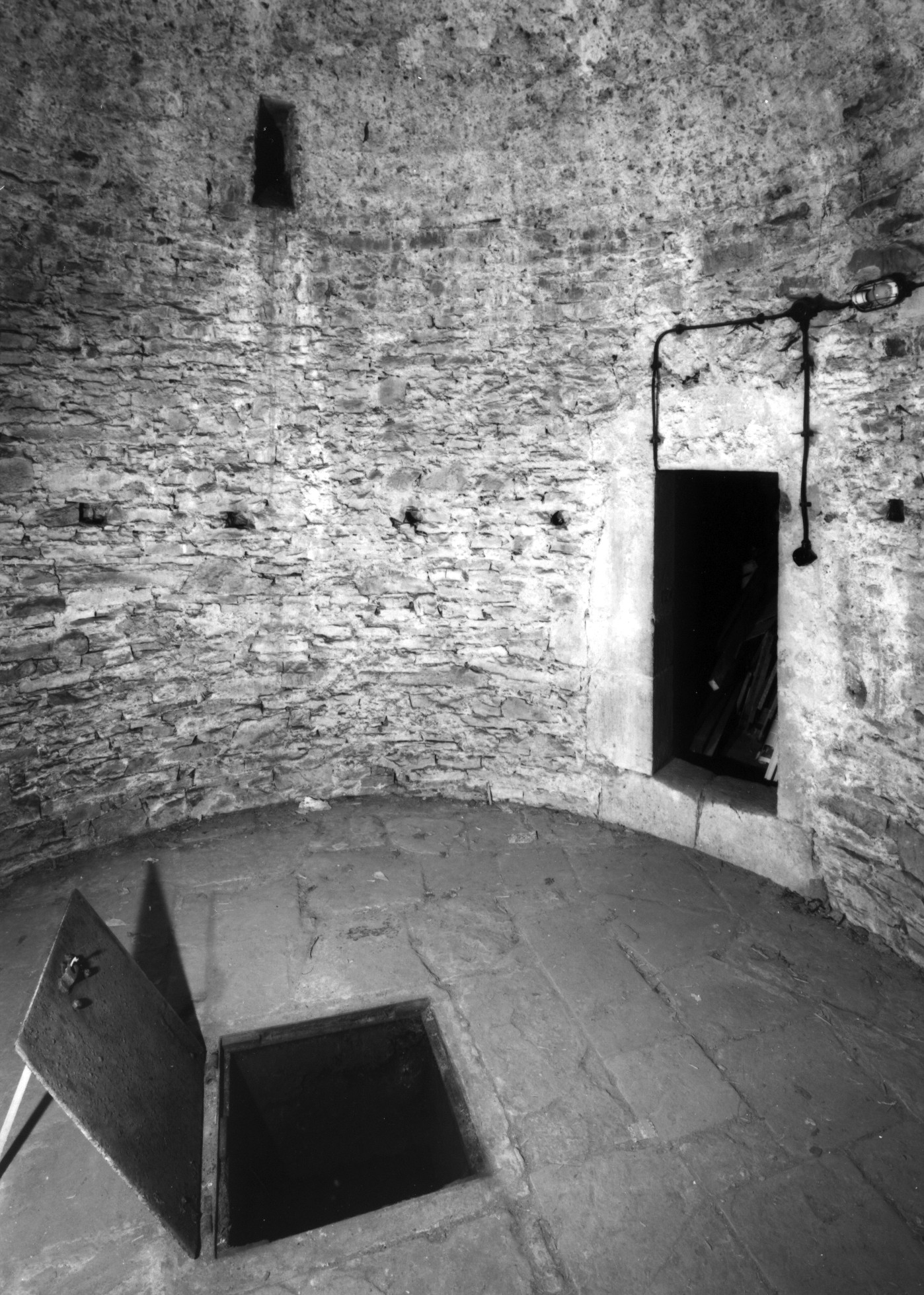
Un angstloch en el Castillo de Wildenburg

Un angstloch generalmente se encuentra sobre el sótano de una torre de combate o Bergfried. La descripción de estas salas del sótano como "mazmorras" proviene de los estudios románticos de castillos del siglo XIX. No hay evidencia que indique que los prisioneros fueran realmente bajados a través del angstloch al calabozo usando una cuerda o una escalera de mano, como sugieren estos relatos del siglo XIX. Los hallazgos arqueológicos, por el contrario, indican el uso de estos espacios del sótano como almacenes. Por ejemplo, se han encontrado montones de piedras en tales habitaciones que sugieren que se usaron como almacén de proyectiles que se usarían en tiempos de asedio.